# ريد أون انتابي
رَيد أون انتابي (بالإنجليزية: Raid on Entebbe)‏ ، هي فيلم أمريكي تلفزيوني أنتجت سنة 1977م .

## قصة الفيلم
يقوم قوات الإسرائيلية بالبحث عن الرهائن الإسرائيليين واليهود في عنتيبي الأوغندية ، وتهدف إخراج اليهود الرهائن والتخلص من الخاطفين الفلسطينيين وقائد ألماني.

## وصلات خارجية
- ريد أون انتابي على موقع IMDb (الإنجليزية)
- ريد أون انتابي على موقع الموسوعة البريطانية (الإنجليزية)
- ريد أون انتابي على موقع نتفليكس (الإنجليزية)
- ريد أون انتابي على موقع ألو سيني (الفرنسية)
- ريد أون انتابي على موقع Turner Classic Movies (الإنجليزية)
- ريد أون انتابي على موقع أول موفي (الإنجليزية)
- ريد أون انتابي على موقع قاعدة بيانات الفيلم (الإنجليزية)
- ريد أون انتابي على موقع ليتربوكسد (الإنجليزية)
- ريد أون انتابي على موقع كينوبويسك (الروسية)

1. 1 2 3  وصلة مرجع: https://www.imdb.com/title/tt0076594/releaseinfo.
2. ↑  مذكور في: معجم الأفلام العالمية. لغة العمل أو لغة الاسم: الألمانية. الناشر: Zweitausendeins.
3. 1 2 3 4 5 6  مذكور في: قاعدة بيانات الأفلام التشيكية السلوفاكية. لغة العمل أو لغة الاسم: التشيكية. تاريخ النشر: 2001.